# Zgornja Senica
Zgornja Senica je naselje v Občini Medvode.